# Никола Мандић
Никола Мандић (Травник, 20. јануар 1869 — Загреб, 7. јун 1945) био је хрватски политичар и адвокат, други и посљедни премијер Владе Независне Државе Хрватске.

## Биографија
Никола Мандић је рођен 20. јануара 1869. године у Травнику. Гимназију је завршио у Сарајеву. Докторирао је право у Бечу 1894. године. Ради као судски службеник, а затим као адвокат у Сарајеву. Још као млади адвокат био је предсједник Хрватског пјевачког друштва „Требевић”. Један је од оснивача и предсједник политичке странке Хрватска народна заједница у БиХ 1907. године. Изабран је у Земаљски сабор Босне и Херцеговине 1910. године, а 1911. постао његов је предсједник. Истовремено је и замјеник начелника Сарајева, а од године 1914. године, Краљевом одлуком, замјеник земаљског поглавара БиХ. Оснивач је и први предсједник Хрватске централне банке и подружнице Пољопривредне банке у Сарајеву. 
Године 1920. изабран је за народног посланика у Уставотворној народној скупштини Краљевине Срба, Хрвата и Словенаца на изборној листи Хрватске тежачке странке. У Уставотворној скупштини се противио усвајању Видовданског устава и напустио је.
У прве двије године постојања Независне Државе Хрватске, није се политички ангажовао. Током тих првих година НДХ, био је државни секретар у пензији, адвокат и предсједник Адвокатске коморе у Сарајеву. Онда га је 2. септембра 1943. године Анте Павелић именовао на дужност предсједника Владе НДХ. На том положају остаје до краја, мијењајући три пута састав владе. Након што је преузео дужност предсједника владе укључује се у већ започете преговоре с представницима Хрватске сељачке странке о карактеру и саставу „нагодбене” владе гдје се залаже за коалициону владу, насупрот Аугусту Кошутићу који је био за надстраначку (чиновничку) владу и то без усташа. Преговори су завршили неуспјехом.
У мају 1945. повлачи се у Аустрију гдје га са групом других високих дужносника НДХ заробљавају Британци. Био је у групи од 130 чланова Владе НДХ које је Британска војна полиција ухапсила у Тирахер Бергеру. Никола Мандић је са Јулијем Маканцем и Павлом Цанкијем пребачен 17. маја из логора Шпитал на жељезничку станицу Розенбах, гдје је из Волфзберга пристигао и вицеадмирал Никола Штајфл, те су одатле заједно изручени властима комунистичке Југославије. Војни суд 2. армије, у Загребу 6. јуна, осудио га је на смрт.